# Velíkaia (Txukotka)
El Velíkaia (rus: Великая, o també Большая, en escriptura no ciríl·lica, Bolxaia; o Онемен, en escriptura no cirílica, Onemen, en txuktxi: Мэйнывээм, Meynyveem), és un riu asiàtic, i és, administrativament, al Districte autònom de Chukotka, a la Federació Russa. Fa 451 quilòmetres de longitud (556 km incloent el riu que el fa nàixer, Kylvygeyvaam) i té una conca de drenatge de 31.000 quilòmetres quadrats. Té un caudal mitjà de 409 metres cúbics per segon.

## Geografia
Flueix cap al nord-est des de la confluència del riu Kuimveyem i el riu Kylvygeyvaam, a la serralada de Koryak, a través de l'extrem sud de les terres baixes d'Anàdir, a la badia d'Onemen, part de l'estuari del riu Anàdir, del mar de Bering, al golf d'Anàdir. La serralada Rarytkin és al llarg de la riba esquerra del riu en el seu curs mitjà i baix.
Velíkaia (Великая) es tradueix, literalment, per "gegant" en rus i Bolshaia (Большая) es tradueix per "gran" en rus. El Velíkaia i els seus afluents pertanyen al Districte autònom de Txukotka. Un dels noms de les llengües autòctones d'aquest riu és Echinku, de manera que en alguns documents que es referien a aquest riu en època soviètica, es coneixia com a Velikaya-Echinku. Un altre nom que li donen els habitants autòctons és Omenem, per la seva proximitat a la Badia d'Onemen.
No hi ha cap ciutat al llarg del seu curs, ja que discorre en una de les zones més remotes de Sibèria, molt poc habitada, sent l'assentament més important el petit poblat en la zona pròxima al seu estuari, anomenat també Velíkaia. El riu està congelat des de mitjan octubre fins a finals de maig o principis de juny.
Les zones de tundra en el curs mitjà i inferior del riu s'utilitzen per al pasturatge de rens autòctons.
Les belugues són freqüents a les seves aigües estuaris.